# Auberto de Avranches
Auberto de Avranches (c. 660 – Avranches, 18 de junho de 725) foi um bispo de Avranches entre os anos 704 e 723. É conhecido ter recebido uma visão do Arcanjo Miguel no século VIII, que o motivou a fundar o atual Monte Saint-Michel. É considerado santo pela Igreja Católica, sendo comemorado no dia 10 de setembro.

## Biografia

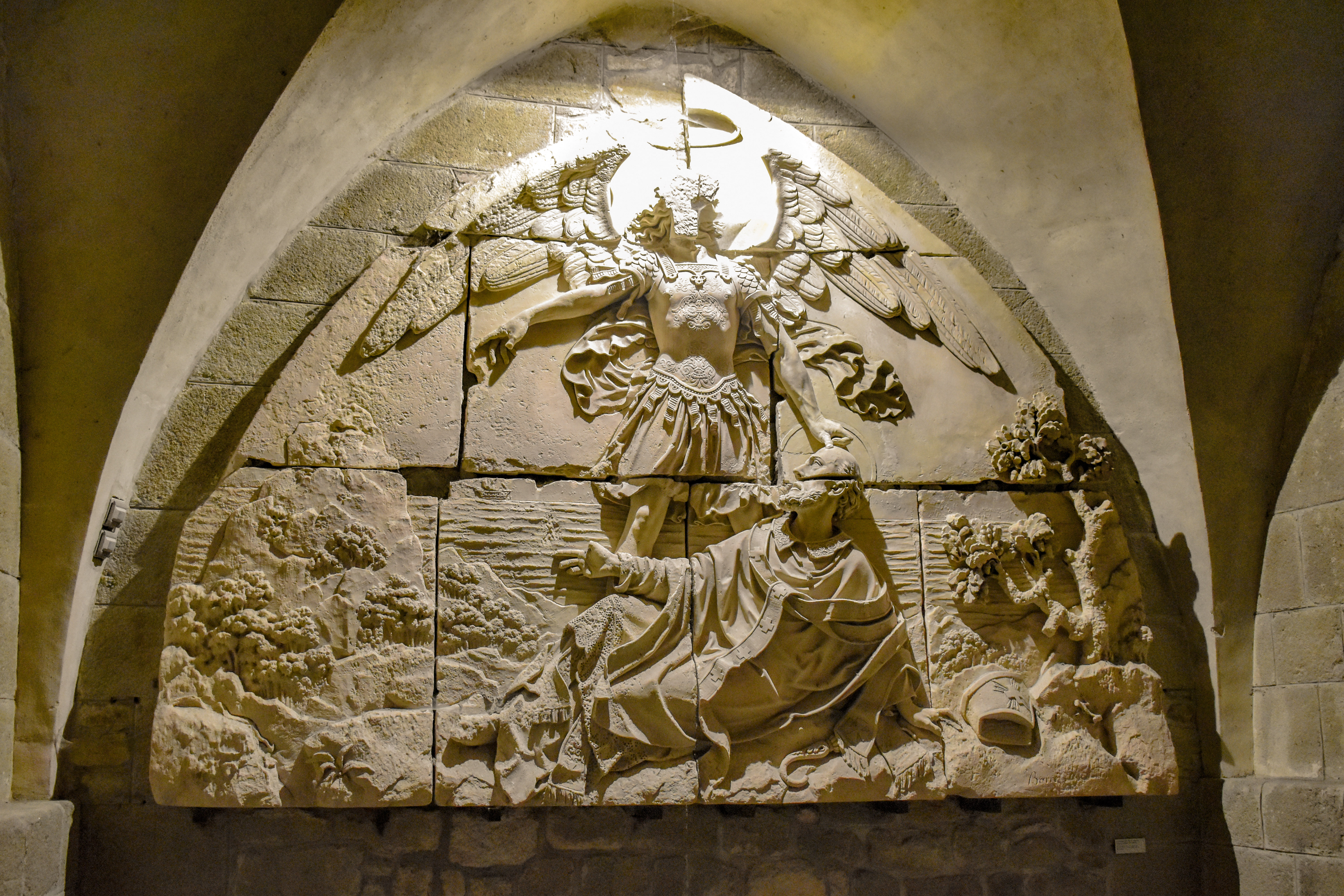
Aparição de São Miguel à Santo Auberto, escultura de Jean-Baptiste Barré (1860)

Auberto nasceu nos arredores de Avranches (entre Genêts ou Huisnes-sur-Mer) por volta de 670 na família dos senhores de Genêts, na época do rei Quildeberto III. Quando sua família morreu, ele distribuiu sua herança aos pobres e tornou-se sacerdote. Prelado caridoso e sábio, foi eleito bispo da extinta Diocese de Avranches em 704, com a morte do seu antecessor.
A história milagrosa que conta a lenda de Santo Auberto e do dragão vem de um texto latino da Revelatio ecclesiae sancti Michaelis in monte Tumba, escrito por um cônego de Monte Saint-Michel ou da antiga catedral de Avranches, no início do século IX. Este texto ocasional enquadra-se no contexto da luta pelo poder entre a Bretanha e o condado da Normandia com o Reino Franco, bem como nas reformas canónicas empreendidas pelos imperadores carolíngios. Segundo esta história, o bispo libertou os seus fiéis de um dragão que assediava os seus rebanhos: com o sinal da cruz e lançando a sua estola sobre o animal, ordenou-lhe que regressasse ao mar e não reaparecesse.
A mesma hagiografia relata que depois de ter presenciado uma luta entre São Miguel arcanjo e um dragão iniciada no Mont-Dol e concluída no Mont Tombe (hoje Monte Saint-Michel), recebeu do arcanjo Miguel a ordem de empreender a construção no local onde derrotou o maligno, o Monte Tombe, como o Santuário de São Miguel Arcanjo do Monte Gargano na Itália, onde o arcanjo já era homenageado desde o século V: em 708, Santo Auberto teve uma visão em que o arcanjo Miguel lhe ordenou que construísse uma igreja na ilha rochosa das marés no foz do Couesnon. Esta rocha íngreme erguia-se, árida e solitária, numa baía formada pelo encontro das costas da Normandia e da Bretanha. Uma noite, Auberto recebeu três vezes, durante o sono, a ordem do arcanjo São Miguel para que fosse erguida uma igreja em sua homenagem no Monte Tombe, montanha onde se retirou para se dedicar à oração e à meditação. Dado o estado desta ponta rochosa, mal ligada ao continente, coberta de arbustos e espinheiros e habitada apenas, além de feras, por alguns eremitas, ele considerou isso impossível e pensou primeiro num artifício do maligno. Foi apenas à terceira liminar que ele obedeceu depois que o arcanjo, para acabar com suas hesitações, pressionou fortemente o dedo na testa e ali deixou uma marca misteriosa. Auberto acordou com esta depressão na testa e entendeu a verdade da ordem arcangélica.

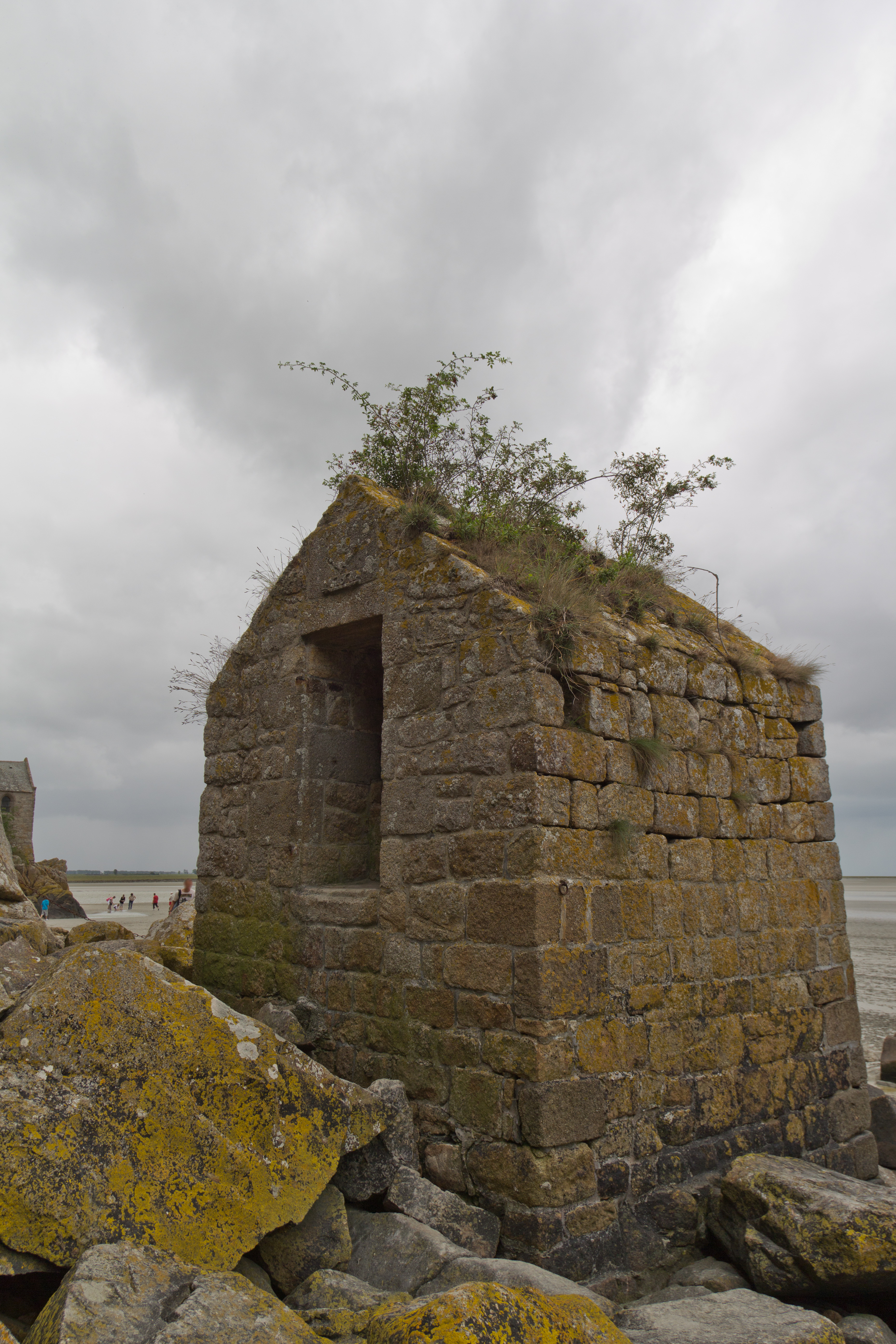
Fonte de Santo Auberto

Acontecimentos providenciais guiaram-no então na sua tarefa: um anel de orvalho, numa manhã de setembro, indicou-lhe a forma redonda do oratório, um touro estranhamente preso ali mesmo mostrou a sua localização. Nas proximidades foi descoberta uma fonte de água doce (a localização corresponde hoje à fonte de Saint-Aubert). Foi cavado um poço e o local foi nivelado. Uma pedra de culto pagão que se encontrava neste local só foi derrubada por um agricultor local, chamado Bain, e os seus doze filhos, através da intervenção do seu filho mais novo, mantido nos braços de Auberto que apoiou a criança contra esta pedra. Depois de outro sonho, Auberto enviou dois monges para inquirir no santuário do Monte Gargano, na Itália, dedicado a São Miguel. Então, em 16 de outubro de 709, o bispo dedicou a igreja e ali instalou um capítulo de doze cânones. O Monte Saint-Michel deixou o nome de "Mont Tombe" para assumir o de Mont-Saint-Michel-au-peril-de-la-Mer: nasceu a Abadia do Monte Saint-Michel.
Após a morte de Santo Auberto, o seu corpo foi provavelmente colocado num sarcófago de pedra, como manda o costume merovíngio e, segundo a sua vontade, colocado no coro do Monte Saint-Michel, a cabeceira voltada para o altar, os cânones mantendo a sua crânio e braço direito como relíquias. Segundo a Introductio monachorum, o cônego Bernier escondeu os ossos de Auberto no sótão da sua casa, perto do oratório primitivo, durante a substituição dos clérigos pelos beneditinos em 966, talvez para proteger estas relíquias dos ataques vikings. Uma segunda história da Invenção das relíquias ("Invenção" que significa "Descoberta"), De translatione et miraculis beati Autberti, explica que seu corpo teria sido encontrado milagrosamente, entre 1009 e 1023, pelo Abade Hildeberto I: seus monges teriam encontrado um esqueleto com buraco no crânio na cabana de um eremita. Este esqueleto foi colocado num altar dedicado à Santíssima Trindade, na nave ocidental da igreja de Notre-Dame-sous-Terre, ou na igreja da abadia beneditina. A partir de então, os beneditinos veneraram estas relíquias, incluindo uma caveira perfurada ao nível parietal, identificada, segundo a tradição popular, como a marca da pressão de São Miguel sobre a cabeça de Auberto por uma reinterpretação do texto da Revelatio. O crânio foi salvo dos horrores revolucionários em 1792 por um médico, Louis-Julien Guérin, que aproveitou o pretexto da sua condição de médico para recuperar a relíquia do crânio para fins de estudo. Quando a paz voltou, ele a devolveu ao clero de Avranches. O relicário em seu braço, porém, havia desaparecido. Em 1856, o seu crânio foi transferido para a basílica de Saint-Gervais-et-Saint-Protais em Avranches, onde desde então está guardado no seu tesouro.

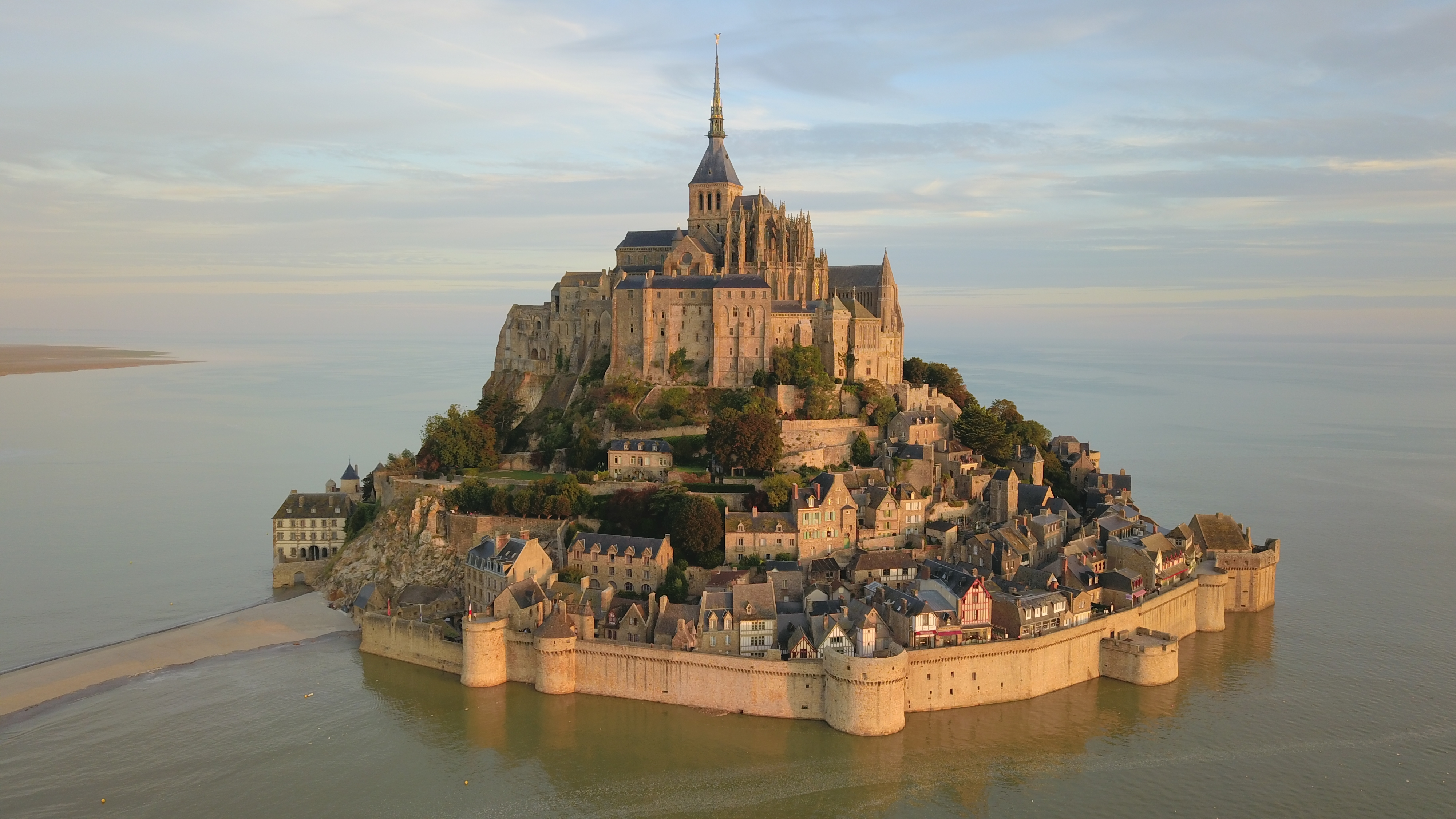
Vista aérea do Monte Saint-Michel, lugar que o arcanjo teria pedido a construção

## Crânio de Santo Auberto

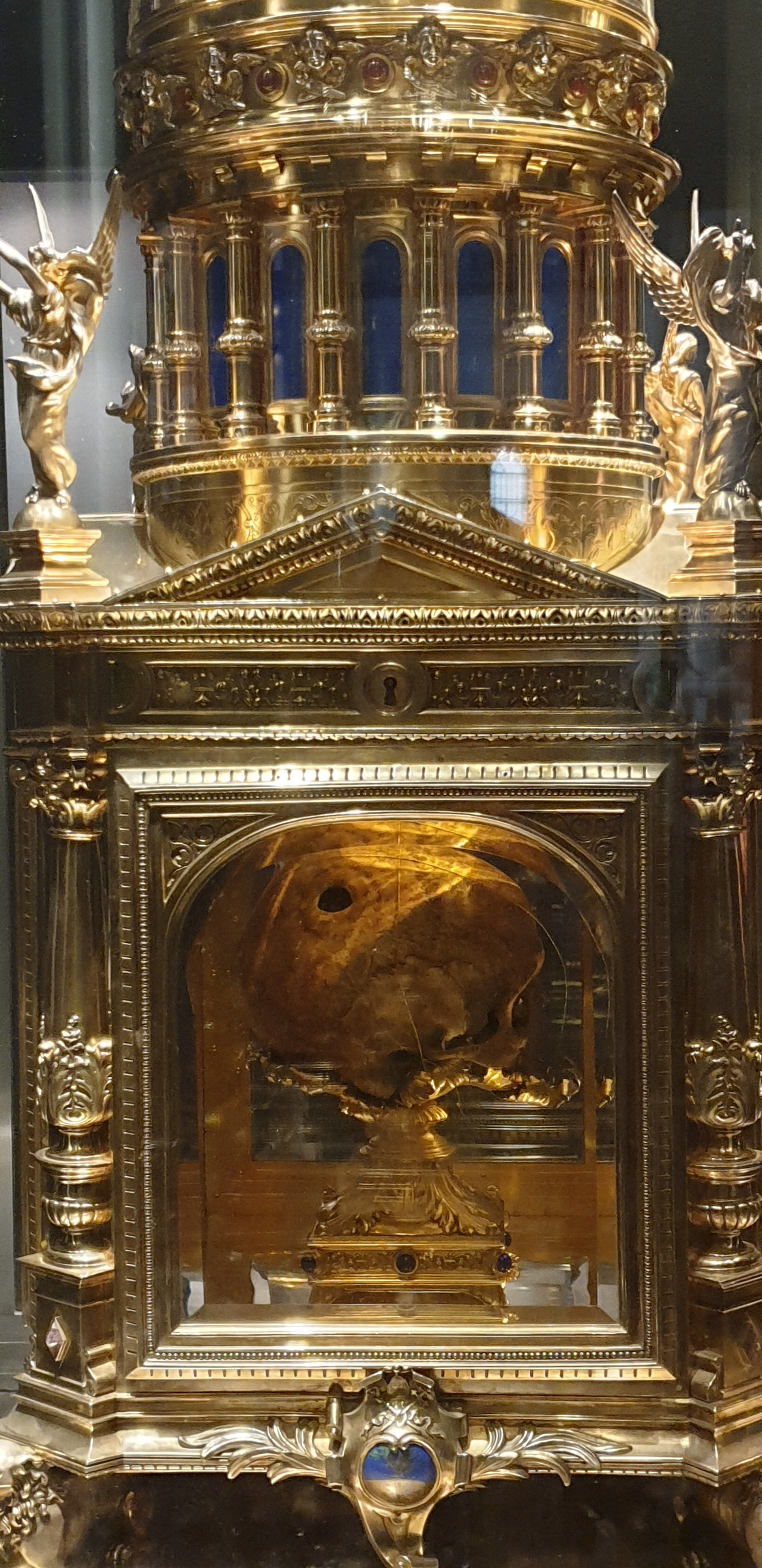
Relíquia do crânio de Santo Auberto na basílica de Saint-Gervais, Avranches

O crânio do bispo, denominado "cabeça de Santo Auberto", é de cor âmbar, bem conservado e robusto. Ele carregaria o estigma do dedo do arcanjo. Este buraco mítico aparece no osso parietal direito do crânio. A perfuração tem contorno quase perfeitamente circular (o diâmetro varia de 17 a 21mm) com bolha regular. Faltam alguns ossos no teto posterior das órbitas, na cavidade nasal e na maior parte do teto do palato. As amostras parecem ter sido retiradas do processo mastóide esquerdo.
Várias explicações racionais foram dadas para explicar este buraco milagroso: trepanação traumática ou cirúrgica de um homem neolítico; pregar (rito mágico de pregar cadáveres merovíngios para evitar que retornem). Análises paleopatológicas realizadas na década de 2000 apontaram para cisto epidermóide, de homem com 60 anos ou mais, tendo vivido em tempos históricos. Essas análises confirmam o relato do antropólogo R. Hartweg, realizado em 1985, segundo o qual o furo não pode ter sido feito após a morte da pessoa, nem ser consequência de trauma ou lesão patológica. O estado de preservação do crânio sugere que o corpo não foi enterrado no solo, mas sim em sarcófago ou caixão.
A datação por carbono-14 do crânio foi realizada pela Universidade de Lyon e pelo Centro de Pesquisa Isotópica de Groningen (Holanda) em julho de 2019. O crânio é assim datado entre 662 e 770, o que está de acordo com a lendária data da fundação original da Abadia do Monte Saint-Michel, mas não é suficiente para afirmar que este crânio seja realmente o de Auberto.